# Selección femenina de fútbol de Grecia
La selección de fútbol femenino de Grecia representa al país en los torneos a nivel internacional. El equipo forma parte de la Federación Helénica de Fútbol y que a su vez está afiliado a la FIFA. 
El equipo griego se enfrentó a la selección de Italia en su primer amistoso oficial fuera de casa en Viterbo, Italia, el 7 de marzo de 1991. El equipo italiano, que tenía una historia de un año, obtuvo una fácil victoria sobre el equipo griego (6-0).
Unos meses más tarde, el equipo helénico tuvo su primer partido oficial en las eliminatorias de la Eurocopa 1993, contra el equipo rumano, que también estaba recién formado pero mucho mejor preparado, ya que había participado en 10 partidos amistosos internacionales en los últimos 11 meses. En el encuentro, que tuvo lugar en Edesa, el 10 de noviembre de 1991, donde el equipo griego consiguió un empate (0-0).
La selección griega solo ha participado de un torneo internacional, fue en los Juegos Olímpicos de 2004, que se celebraron en la capital griega, Atenas.

## Estadísticas

### Copa Mundial Femenina de Fútbol
| Edición | Resultado               | Posición                | PJ                      | PG                      | PE                      | PP                      | GF                      | GC                      |
| ------- | ----------------------- | ----------------------- | ----------------------- | ----------------------- | ----------------------- | ----------------------- | ----------------------- | ----------------------- |
| 1991    | No existía la selección | No existía la selección | No existía la selección | No existía la selección | No existía la selección | No existía la selección | No existía la selección | No existía la selección |
| 1995    | No clasificó            | No clasificó            | No clasificó            | No clasificó            | No clasificó            | No clasificó            | No clasificó            | No clasificó            |
| 1999    | No clasificó            | No clasificó            | No clasificó            | No clasificó            | No clasificó            | No clasificó            | No clasificó            | No clasificó            |
| 2003    | No clasificó            | No clasificó            | No clasificó            | No clasificó            | No clasificó            | No clasificó            | No clasificó            | No clasificó            |
| 2007    | No clasificó            | No clasificó            | No clasificó            | No clasificó            | No clasificó            | No clasificó            | No clasificó            | No clasificó            |
| 2011    | No clasificó            | No clasificó            | No clasificó            | No clasificó            | No clasificó            | No clasificó            | No clasificó            | No clasificó            |
| 2015    | No clasificó            | No clasificó            | No clasificó            | No clasificó            | No clasificó            | No clasificó            | No clasificó            | No clasificó            |
| 2019    | No clasificó            | No clasificó            | No clasificó            | No clasificó            | No clasificó            | No clasificó            | No clasificó            | No clasificó            |
| 2023    | No clasificó            | No clasificó            | No clasificó            | No clasificó            | No clasificó            | No clasificó            | No clasificó            | No clasificó            |
| 2027    | Por disputarse          | Por disputarse          | Por disputarse          | Por disputarse          | Por disputarse          | Por disputarse          | Por disputarse          | Por disputarse          |
| Total   | 0/9                     | -                       | -                       | -                       | -                       | -                       | -                       | -                       |

### Juegos Olímpicos
| Edición | Resultado      | Posición     | PJ           | PG           | PE           | PP           | GF           | GC           |
| ------- | -------------- | ------------ | ------------ | ------------ | ------------ | ------------ | ------------ | ------------ |
| 1996    | No participó   | No participó | No participó | No participó | No participó | No participó | No participó | No participó |
| 2000    | No participó   | No participó | No participó | No participó | No participó | No participó | No participó | No participó |
| 2004    | Fase de grupos | 10.º         | 3            | 0            | 0            | 3            | 0            | 11           |
| 2008    | No clasificó   | No clasificó | No clasificó | No clasificó | No clasificó | No clasificó | No clasificó | No clasificó |
| 2012    | No clasificó   | No clasificó | No clasificó | No clasificó | No clasificó | No clasificó | No clasificó | No clasificó |
| 2016    | No clasificó   | No clasificó | No clasificó | No clasificó | No clasificó | No clasificó | No clasificó | No clasificó |
| 2020    | No clasificó   | No clasificó | No clasificó | No clasificó | No clasificó | No clasificó | No clasificó | No clasificó |
| 2024    | No clasificó   | No clasificó | No clasificó | No clasificó | No clasificó | No clasificó | No clasificó | No clasificó |
| Total   | 1/8            | –            | 3            | 0            | 0            | 3            | 0            | 11           |

### Eurocopa Femenina
| Edición | Resultado               | Posición                | PJ                      | PG                      | PE                      | PP                      | GF                      | GC                      |
| ------- | ----------------------- | ----------------------- | ----------------------- | ----------------------- | ----------------------- | ----------------------- | ----------------------- | ----------------------- |
| 1984    | No existía la selección | No existía la selección | No existía la selección | No existía la selección | No existía la selección | No existía la selección | No existía la selección | No existía la selección |
| 1987    | No existía la selección | No existía la selección | No existía la selección | No existía la selección | No existía la selección | No existía la selección | No existía la selección | No existía la selección |
| 1989    | No existía la selección | No existía la selección | No existía la selección | No existía la selección | No existía la selección | No existía la selección | No existía la selección | No existía la selección |
| 1991    | No clasificó            | No clasificó            | No clasificó            | No clasificó            | No clasificó            | No clasificó            | No clasificó            | No clasificó            |
| 1993    | No clasificó            | No clasificó            | No clasificó            | No clasificó            | No clasificó            | No clasificó            | No clasificó            | No clasificó            |
| 1995    | No clasificó            | No clasificó            | No clasificó            | No clasificó            | No clasificó            | No clasificó            | No clasificó            | No clasificó            |
| 1997    | No clasificó            | No clasificó            | No clasificó            | No clasificó            | No clasificó            | No clasificó            | No clasificó            | No clasificó            |
| 2001    | No clasificó            | No clasificó            | No clasificó            | No clasificó            | No clasificó            | No clasificó            | No clasificó            | No clasificó            |
| 2005    | No clasificó            | No clasificó            | No clasificó            | No clasificó            | No clasificó            | No clasificó            | No clasificó            | No clasificó            |
| 2009    | No clasificó            | No clasificó            | No clasificó            | No clasificó            | No clasificó            | No clasificó            | No clasificó            | No clasificó            |
| 2013    | No clasificó            | No clasificó            | No clasificó            | No clasificó            | No clasificó            | No clasificó            | No clasificó            | No clasificó            |
| 2017    | No clasificó            | No clasificó            | No clasificó            | No clasificó            | No clasificó            | No clasificó            | No clasificó            | No clasificó            |
| 2022    | No clasificó            | No clasificó            | No clasificó            | No clasificó            | No clasificó            | No clasificó            | No clasificó            | No clasificó            |
| 2025    | No clasificó            | No clasificó            | No clasificó            | No clasificó            | No clasificó            | No clasificó            | No clasificó            | No clasificó            |
| Total   | 0/14                    | -                       | -                       | -                       | -                       | -                       | -                       | -                       |

### Liga de Naciones Femenina de la UEFA
| Edición | L     | G     | Resultado    | PJ | PG | PE | PP | GF | GC |
| ------- | ----- | ----- | ------------ | -- | -- | -- | -- | -- | -- |
| 2023-24 | B     | 3     | Cuarto lugar | 6  | 1  | 0  | 5  | 3  | 13 |
| Total   | Total | Total | 1/1          | 6  | 1  | 0  | 5  | 3  | 13 |

## Últimos y próximos encuentros
Actualizado al último partido jugado el 16 de julio de 2024
| Fecha      | Ciudad           | Local       | Resultado | Visitante   | Competición                     |
| ---------- | ---------------- | ----------- | --------- | ----------- | ------------------------------- |
| 01-12-2023 | Heraklion        | Grecia      | 0:2       | Serbia      | Liga de Naciones Femenina 23/24 |
| 05-12-2023 | Sosnowiec        | Polonia     | 1:0       | Grecia      | Liga de Naciones Femenina 23/24 |
| 22-02-2024 | Manavgat         | Rumania     | 0:0       | Grecia      | Partido amistoso                |
| 25-02-2024 | Side             | Turquía     | 1:2       | Grecia      | Partido amistoso                |
| 05-04-2024 | Heraklion        | Grecia      | 1:0       | Islas Feroe | Clas. Eurocopa Femenina 2025    |
| 09-04-2024 | Andorra la Vieja | Andorra     | 0:3       | Grecia      | Clas. Eurocopa Femenina 2025    |
| 31-05-2024 | Heraklion        | Grecia      | 2:2       | Montenegro  | Clas. Eurocopa Femenina 2025    |
| 04-06-2024 | Tórshavn         | Islas Feroe | 0:2       | Grecia      | Clas. Eurocopa Femenina 2025    |
| 12-07-2024 | Heraklion        | Grecia      | 6:0       | Andorra     | Clas. Eurocopa Femenina 2025    |
| 16-07-2024 | Podgorica        | Montenegro  | 2:3       | Grecia      | Clas. Eurocopa Femenina 2025    |